# 罗宾·范佩西
罗宾·范佩西（荷蘭語：Robin van Persie，1983年8月6日—），生于荷兰鹿特丹，荷兰已退役足球员，司职中鋒。現時為荷甲球隊飛燕諾的領隊。

## 童年及家庭
雲佩斯在一個藝術之家成長，由父母到姐姐都是藝術家。5歲的時候，父母離婚，雲佩斯就與爸爸一起生活。
13歲時，他獲飛燕諾青睞，轉投這支荷蘭班霸的青年隊，並入讀一間叫Thorbecke Voortgezet Onderwijs的中學。

## 球會生涯

### 飛燕諾
雲佩斯早在2001年已經在荷甲的飛燕諾嶄露頭角，時僅18歲。其後英超球會阿仙奴於2004年把雲佩斯收歸旗下，最初司職左翼，其後因球隊兵源長期不足，雲佩斯大部分時間都以前鋒掛帥，效力兩年已取得10個入球。

### 阿森纳
2005年，范佩西曾涉嫌一宗強姦案，後來因控方證據不足獲撤銷控罪。

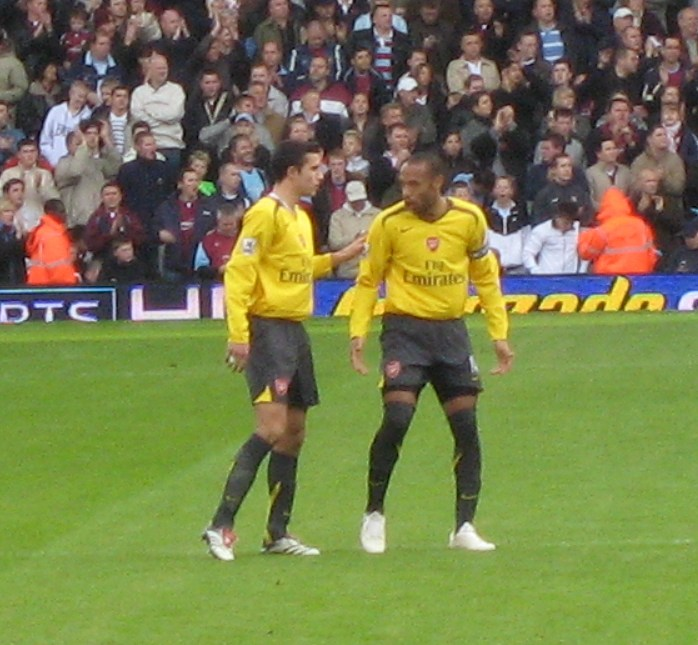
柏金退休後，范佩西夥拍亨利攻堅。

加盟阿森纳後，他有一段時間未能發揮出水準，且曾被隊長蒂埃里·亨利暗示他過份獨食。事實上，除了2011/12賽季外，他每賽季均需養傷多月，直至效力阿森纳的最後一個賽季，范佩西才能保持全勤，成為球隊主力及以不俗的入球率證明自己的能力。

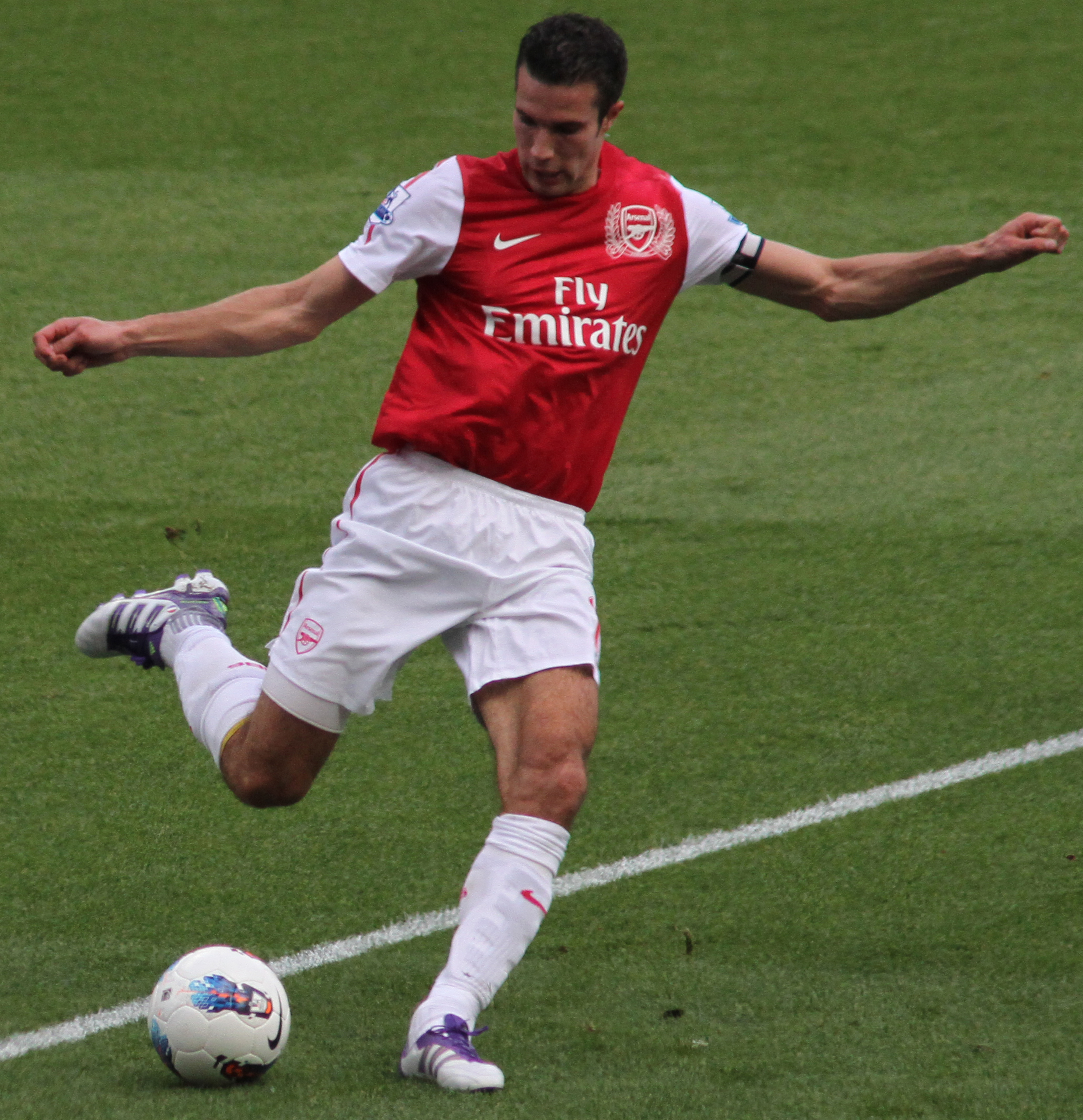
2011年9月11日，范佩西代表阿森纳出戰對史雲斯的賽事。

2011年，由於隊長法比加斯重返母會巴塞隆拿，范佩西成為新隊長，並以出色的表現把另一前鋒查馬克長期擠到後備席。他在對陣韋根的比賽時首次為阿森纳大演帽子戲法，同年2月的歐聯賽事對陣巴塞隆拿時窄角度射破對方守門員的十指關。
2012年，成為當時阿森纳隊長的范佩西憑2011/12賽季大部分比賽的絕佳表現，壓倒韦恩·鲁尼和塞尔希奥·阿奎罗，當選英格蘭球員先生殊榮，後更以30球成為2011-2012年度英超聯神射手。賽季結束後，由於范佩西拒絕與阿森纳續約，在其合同只餘一年的情況下，阿森纳被逼在2012年8月17日將范佩西以2400萬鎊轉會費賣給競爭對手曼聯，范佩西與曼聯簽約四年，身穿20號球衣。范佩西成為阿森纳7年內離隊的第6位隊長。
這次的離隊，遭到不少阿森纳球迷甚至是其他不相關球迷以致球評的非議，除了因為他投向自己的死敵球會，以及為自己恩師的宿敵效力外，加上在法比加斯離隊前，曾經指法比加斯應該留隊與球隊共度難關，但卻在法比加斯離隊後一年便立即以希望獲得冠軍為由而要求離隊。

### 曼聯
在未落實轉會之前，除了阿仙奴與曼聯外，曼城和祖雲達斯都有意羅致雲佩斯。
雲佩斯在2012年7月4日對外表示自己不會再與阿仙奴續約，但在八月中才正式完成轉會曼聯的手續。
他在透露，在落實轉會的時候，是透過一個電話簡訊知道。「我當時正與荷蘭國家隊一起，坐在長途巴士上。時規矩是不容許我們使用電話，但我仍有放在身上以備不時之需。突然我聽到一小下響聲，我看看電話，原來是我經理人發短訊給我，並寫著︰『交易完成，享受你的球賽。』那一下有種如釋重負的感覺。也很幸運地沒有因為使用電話而被球隊罰款。不可思議的是在球賽進行期間，電視已有宣佈關於我的消息，那時我還以為只有我自己才知道。在那個時候，一切都發生得很快。之後一天，我便要去進行體測。我由布魯塞爾趕火車到倫敦，收拾了一些行裝便再去曼徹斯特。」
2012年8月15日，曼聯正式宣佈簽下雲佩斯，雲佩斯選擇了20號戰袍，並豪言要幫助曼聯奪得第20個頂級聯賽冠軍，雲佩斯獲得更合理的薪酬待遇。
雲佩斯在2012年8月20日對愛華頓的比賽中後備入替韋碧克，完成他的處子秀，最終以1-0落敗，5日後，雲佩斯在第二場對富咸的比賽中攻入其首個入球；後更在9月2日作客對修咸頓的賽事中，兩度為曼聯追平，然後更上演加入曼聯後的首個帽子戲法（同時也是該賽季第一個帽子戲法），在補時階段絕殺對手，為費格遜執教曼聯的第一千場英超賽事畫上完美句號，同時這場的第3個入球是他英超生涯的第100個入球。2012年12月9日，这名荷兰前锋在曼城球场上以補時階段的一粒自由球助曼联於打吡絕殺曼城。

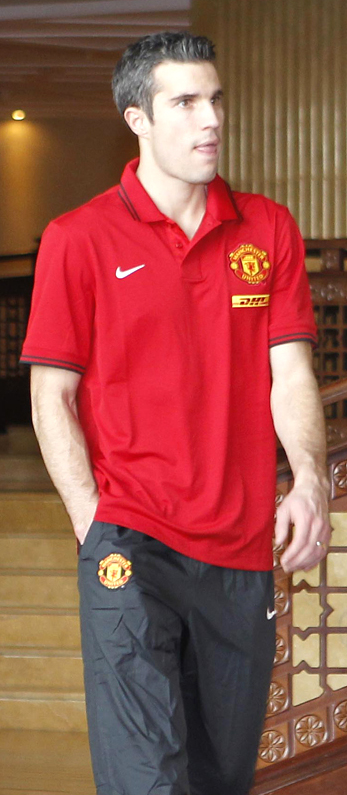
2013年1月21日，雲佩斯在多哈的訓練營。

2013年4月22日，他大演帽子戲法助曼聯3-0大勝，讓球隊提前4輪奪得英超錦標。此乃雲佩斯首個英超冠軍，也是雲佩斯職業生涯首個聯賽冠軍。
2013年4月28日，雲佩斯在剛奪得英超冠軍後首次重返酋長球場，獲阿仙奴球員列隊恭迎。雲佩斯整場比賽都要面對舊東家球迷給予的壓力，每當他拿球時，阿仙奴球迷都不斷發出噓聲，開賽不久更傳球失誤讓主隊前鋒禾確特先開紀錄，惟回放顯示禾確特處於越位位置。其後雲佩斯獲得十二碼的機會，面對舊東家時雲佩斯射入十二碼，但沒有為入球慶祝。
2014年3月19日，雲佩斯於歐聯16強次回合中大演帽子戲法，協助曼聯以總比數3–2淘汰奧林比亞高斯，晉級8強。雲佩斯在奥脱福上演帽子戲法挽救了岌岌可危的「紅魔」。在剛剛過去的整個球季裡，雲佩斯在球會和國家隊的總入球數也達到了30個。
2015年2月21日，雲佩斯於史雲斯的賽後拄著拐杖離開了球場，他在這周初進行了右腳足踝的掃描。雲佩斯今季的狀態並不出色，但他依舊射入10球成為隊內的最佳射手。
2015年4月20日，雲佩斯在對李斯特城的U21聯賽中上陣了六十二分鐘，並助攻了高斯扳平的入球，雙方以一比一賽和。2015年4月28日，雲佩斯在曼聯U21擊敗富咸的比賽中攻入了2球，幫助球隊4-1取勝。

### 費倫巴治
2015年7月14日，費倫巴治官方宣佈雲佩斯加盟。據之前媒體的報導，轉會費為470萬鎊，雙方簽約四年。

### 重回飛燕諾
2018年1月19日，范佩西取消了与費倫巴治的合约，正式回归飛燕諾。2019年5月12日，范佩西正式宣布退役，结束了17年的足球生涯。

## 國家隊生涯

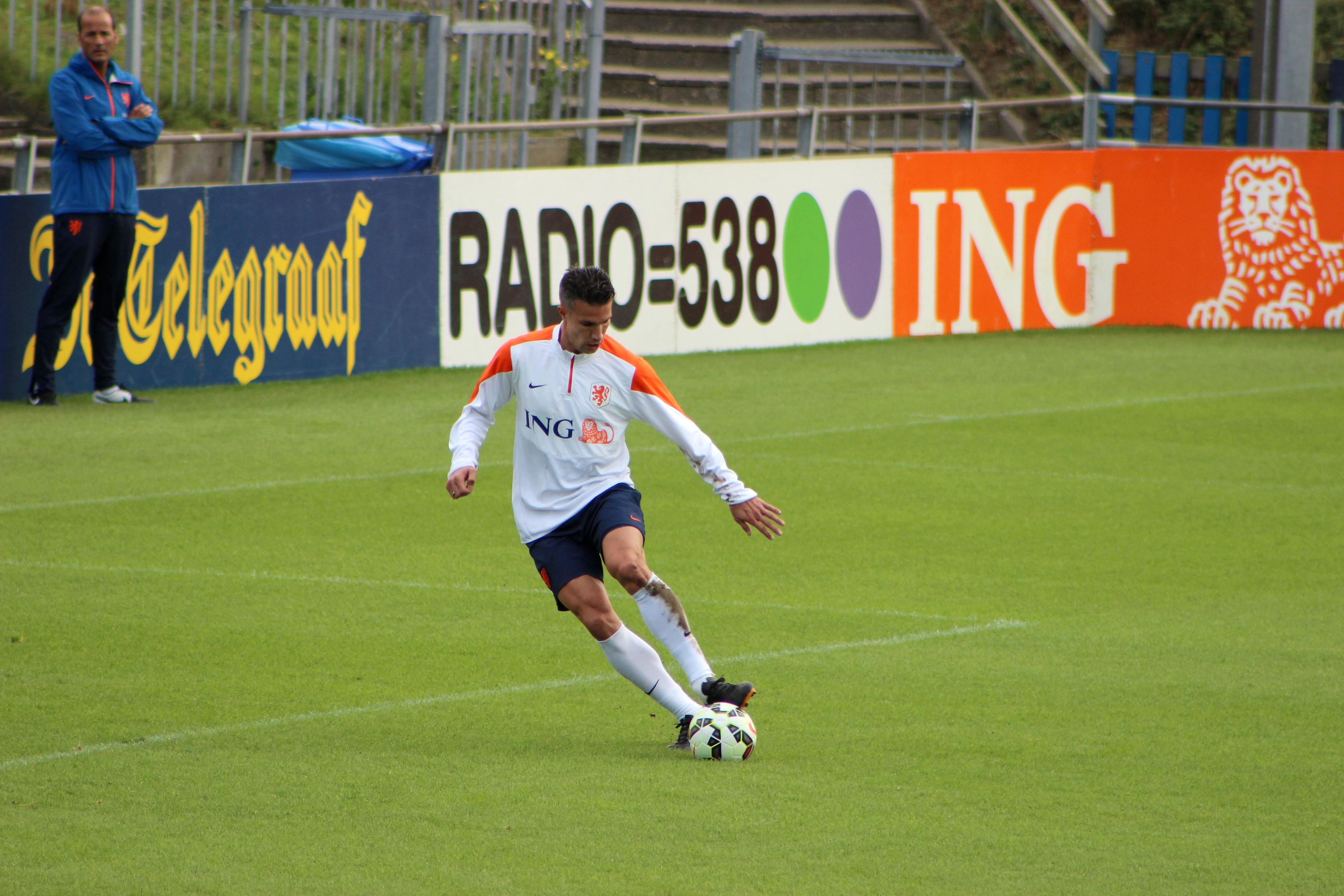
雲佩斯參與荷蘭隊的操練

2006年世界杯，雲佩斯被選入荷蘭國家隊，他於決賽周前以出色的表現成功鞏固其正選右翼位置。在決賽周賽事中，他在四場比賽中取得一個入球，和阿尔扬·罗本及組成了一條強勁的鋒線。可是在十六強因國家隊不敵葡萄牙而宣告出局，雲佩斯亦因此而與當屆世界杯各獎項絕緣。
2010年世界杯，雲佩斯同樣被選入荷蘭國家隊並於小組賽第三場取得入球，但其餘賽事表現平平。雲佩斯已經成為領隊范巴斯滕的重心球員，世界盃後雲佩斯更曾以中鋒身份上陣並取得入球，帶領球隊接連勝出，雲巴士頓亦多次公開讚賞這名左腳球員。
2012年6月14日，荷兰队在欧锦赛小组赛中迎战德国队。范佩西在第72分钟接斯内德直传破门，追平了一项由前国脚丹尼斯·博格坎普创下的成就——连续4届大赛（2006年世界杯、2008年欧洲杯、2010年世界杯、2012年欧洲杯）为荷兰队进球。
荷蘭在2012歐洲國家盃中小組賽3連敗出局後，雲高爾再度上任，10個月後任命雲佩斯為荷蘭隊長。
2013年10月12日，2014年世界盃歐洲區外圍賽D組中，由荷蘭主場迎戰匈牙利，雲佩斯大演帽子戲法，協助球隊8-1大勝，更因此超越成為荷蘭國家足球隊入球最多球員。
雲佩斯也有份參與2014年世界盃，2014年6月13日（B組首圈分組賽）迎戰上屆的決賽對手西班牙。雲佩斯的第一球由隊友半場傳中，之後雲佩斯「超人式」飛身頂入一記距離龍門17碼的頭槌進球，是自1970年以來世界盃最遠的頭槌入球，讓西班牙門將瞬間變成木頭人。雲佩斯攻入扳平一球後，再捕捉卡斯拿斯接回傳球失誤攻入一球。最終荷蘭以5-1大勝西班牙，使西班牙遭遇自1950年巴西世界盃決賽周後，64年來最大的敗仗。
2014年6月23日（B組分組賽），雲佩斯攻入一球，荷蘭以3-2險勝澳洲。2014年6月23日（B組分組賽最後一輪比賽），雲佩斯缺陣，最終荷蘭以2-0擊敗智利，在小組賽爭得三戰全勝，成功以首名姿態進入世界盃16強。
2014年6月30日，世界盃足球賽（16強淘汰賽）：荷蘭憑藉阿尔杨·罗本的個人發揮取得一場艱難的勝利，2-1反勝墨西哥。
2014年7月6日，世界盃足球賽（8強淘汰賽）：荷蘭對哥斯達黎加，雙方在120分鐘過後仍然打成0-0，要以互射12碼分勝負，荷蘭最終互射12碼擊敗哥斯達黎加，進入世界盃4強。
2014年7月10日，世界盃足球賽四強之戰阿根廷對荷蘭的比賽，雙方踢滿120分鐘，毫無進展，進行12碼決勝。最終阿根廷以4-2勝出，荷蘭進入世界盃季軍戰。
2014年7月13日，世界盃足球賽季軍戰，雲佩斯在比賽3分鐘射入12碼，最終荷蘭以3-0撃敗巴西，奪得當屆世界盃季軍。

## 特點
衆所周知，雲佩斯是一名左腳球員。在各樣進攻技術都非常出眾，他擁有強勁的腳頭，準繩的定點球處理能力，而且善於盤扭，速度亦高，不時會射進一些非常高難度的入球。例如2006年9月對查爾頓的一場聯賽，雲佩斯便曾接應傳中於禁區頂跳起並以後腳第一時間凌空勁射，皮球直飛網角，這個入球難度之高，令查爾頓的球員亦嘆為觀止。而於2013年4月22日對阿士東維拉也以相同方式射入第二球，此入球亦成爲2012-13英超賽季最佳入球。
然而初期的雲佩斯非常依賴其左腳，直至後期才能用右腳射門並入球。另外雲佩斯在加盟阿仙奴初期非常獨食，之後才慢慢融入球隊並與隊友作出配合。縱然如此，雲佩斯在阿仙奴與曼聯均是絕對主力，其中加盟曼聯首季更成為了球隊奪得聯賽冠軍的最大功臣。
然而，雲佩斯球技雖好，但球品則惹人咎病。他在球場中性格火爆，曾經和不少球員有爭執及為報復而故意侵犯對手，但近年已有所收歛。不過轉會自費倫巴治之後因不滿長期居於後備，再加上荷蘭隊自世界盃之後表現強差人意，再次激起雲佩斯火爆的性格。曾經在荷蘭隊集訓時與曼聯球員迪比起爭執，更幾乎動武。

## 軼聞
雲佩斯的桌球技術不俗。

## 职业生涯统计

### 球會
- 生涯數據更新至2015年4月12日。

| 俱乐部       | 赛季    | 联赛 | 联赛 | 联赛 | 杯赛 | 杯赛 | 杯赛 | 欧洲赛事 | 欧洲赛事 | 欧洲赛事 | 总计 | 总计 | 总计 |
| 俱乐部       | 赛季    | 出场 | 进球 | 助攻 | 出场 | 进球 | 助攻 | 出场     | 进球     | 助攻     | 出场 | 进球 | 助攻 |
| ------------ | ------- | ---- | ---- | ---- | ---- | ---- | ---- | -------- | -------- | -------- | ---- | ---- | ---- |
| 飛燕諾       | 2001–02 | 10   | 0    | 2    | 0    | 0    | 0    | 7        | 0        | 0        | 17   | 0    | 2    |
| 飛燕諾       | 2002–03 | 23   | 9    | 1    | 3    | 7    | 0    | 2        | 0        | 0        | 28   | 16   | 1    |
| 飛燕諾       | 2003–04 | 28   | 6    | 6    | 2    | 0    | 0    | 3        | 0        | 0        | 33   | 6    | 6    |
| 飛燕諾       | 总计    | 61   | 15   | 9    | 5    | 7    | 0    | 12       | 0        | 0        | 78   | 22   | 9    |
| 阿森纳       | 2004–05 | 26   | 5    | 1    | 9    | 4    | 0    | 6        | 1        | 0        | 41   | 10   | 1    |
| 阿森纳       | 2005–06 | 24   | 5    | 1    | 7    | 4    | 1    | 7        | 2        | 0        | 38   | 11   | 2    |
| 阿森纳       | 2006–07 | 22   | 11   | 7    | 1    | 0    | 0    | 8        | 2        | 1        | 31   | 13   | 8    |
| 阿森纳       | 2007–08 | 15   | 7    | 3    | 1    | 0    | 0    | 7        | 2        | 2        | 23   | 9    | 5    |
| 阿森纳       | 2008–09 | 28   | 11   | 11   | 6    | 4    | 1    | 10       | 5        | 3        | 44   | 20   | 15   |
| 阿森纳       | 2009–10 | 16   | 9    | 8    | 0    | 0    | 0    | 3        | 1        | 1        | 19   | 10   | 9    |
| 阿森纳       | 2010–11 | 25   | 18   | 7    | 5    | 2    | 0    | 3        | 2        | 0        | 33   | 22   | 7    |
| 阿森纳       | 2011–12 | 38   | 30   | 13   | 2    | 2    | 0    | 8        | 5        | 2        | 48   | 37   | 15   |
| 阿森纳       | 总计    | 194  | 96   | 51   | 31   | 16   | 2    | 52       | 20       | 9        | 277  | 132  | 62   |
| 曼聯         | 2012–13 | 38   | 26   | 4    | 1    | 0    | 0    | 6        | 3        | –        | 48   | 30   | 4    |
| 曼聯         | 2013–14 | 21   | 12   | 0    | 0    | 0    | 0    | 6        | 4        | 1        | 28   | 18   | 1    |
| 曼聯         | 2014–15 | 24   | 10   | 2    | 0    | 0    | 0    | –        | –        | –        | 26   | 10   | 2    |
| 曼聯         | 总计    | 83   | 48   | 6    | 1    | 0    | 0    | 12       | 7        | 1        | 102  | 57   | 7    |
| 費內巴切     | 2015-16 | 31   | 16   | -    | 5    | 5    | -    | 12       | 1        | -        | 48   | 22   |      |
| 費內巴切     | 2016-17 | 24   | 9    | -    | 4    | 4    | -    | 7        | 1        | -        | 35   | 14   |      |
| 費內巴切     | 2017-18 | 2    | 0    | -    | -    | -    | -    | 2        | 0        | -        | 4    | 0    |      |
| 費內巴切     | 总计    | 57   | 25   | -    | 9    | 9    | -    | 21       | 2        | -        | 87   | 36   |      |
| 飛燕諾       | 2017-18 | 10   | 5    | -    | 2    | 2    | -    | -        | -        | -        | 12   | 7    | -    |
| 职业生涯总计 |         |      |      |      |      |      |      |          |          |          |      |      |      |

## 榮譽

### 球會
飛燕諾
- 歐洲足協盃冠軍 (1)：2001/02年

阿仙奴
- 英格蘭足總盃冠軍 (1)：2005年
- 英格蘭社區盾 (1)：2004年

曼聯
- 英超聯賽冠軍 (1)：2012–13賽季
- 英格蘭社區盾冠軍 (1)：2013年

### 國家隊
荷蘭
- 世界盃亞軍：2010年；
- 世界盃季軍：2014年

### 個人
- 英格蘭PFA足球先生 (1)：2011/12年；
- 英格蘭FWA足球先生 (1)：2011/12年；
- 英格兰超级联赛最佳射手[[[Wikipedia:格式手册/链接#章節|錨點失效]]] (2)：2011/12年、2012/13年
- 畢士比爵士年度最佳球員 (1)：2013年

## 外部連結
- Robin van Persie profile Arsenal.com
- 罗宾·范佩西 – FIFA國際賽競賽紀錄 (存檔)
- Robin van Persie's statistics for the Netherlands （页面存档备份，存于） Voetbalstats.NL （荷兰文）
- 足球数据库：罗宾·范佩西的球员统计数据
- 罗宾·范佩西 檔案及數據 Wereld van Oranje （荷兰文）
- Profile SoccerSurfer.com

| 體育角色 | 體育角色                     | 體育角色 |
| -------- | ---------------------------- | -------- |
| 前任：   | 阿仙奴隊長 2011–2012         | 繼任：   |
| 前任：   | 荷蘭國家足球隊隊長 2012–2015 | 繼任：   |